# Glisno (Lubniewice)
Glisno (deutsch Gleißen) ist ein Dorf im Powiat Sulęciński (Kreis Zielenzig)
der polnischen Woiwodschaft Lebus. Es ist der Gmina Lubniewice zugeordnet.

## Geographische Lage
Glisno (Gleißen) liegt in der Neumark am Ankensee, sechs Kilometer südlich der Kleinstadt Königswalde (Lubniewice) und zwölf Kilometer nördlich der Kleinstadt Zielenzig (Sulęcin).

## Geschichte

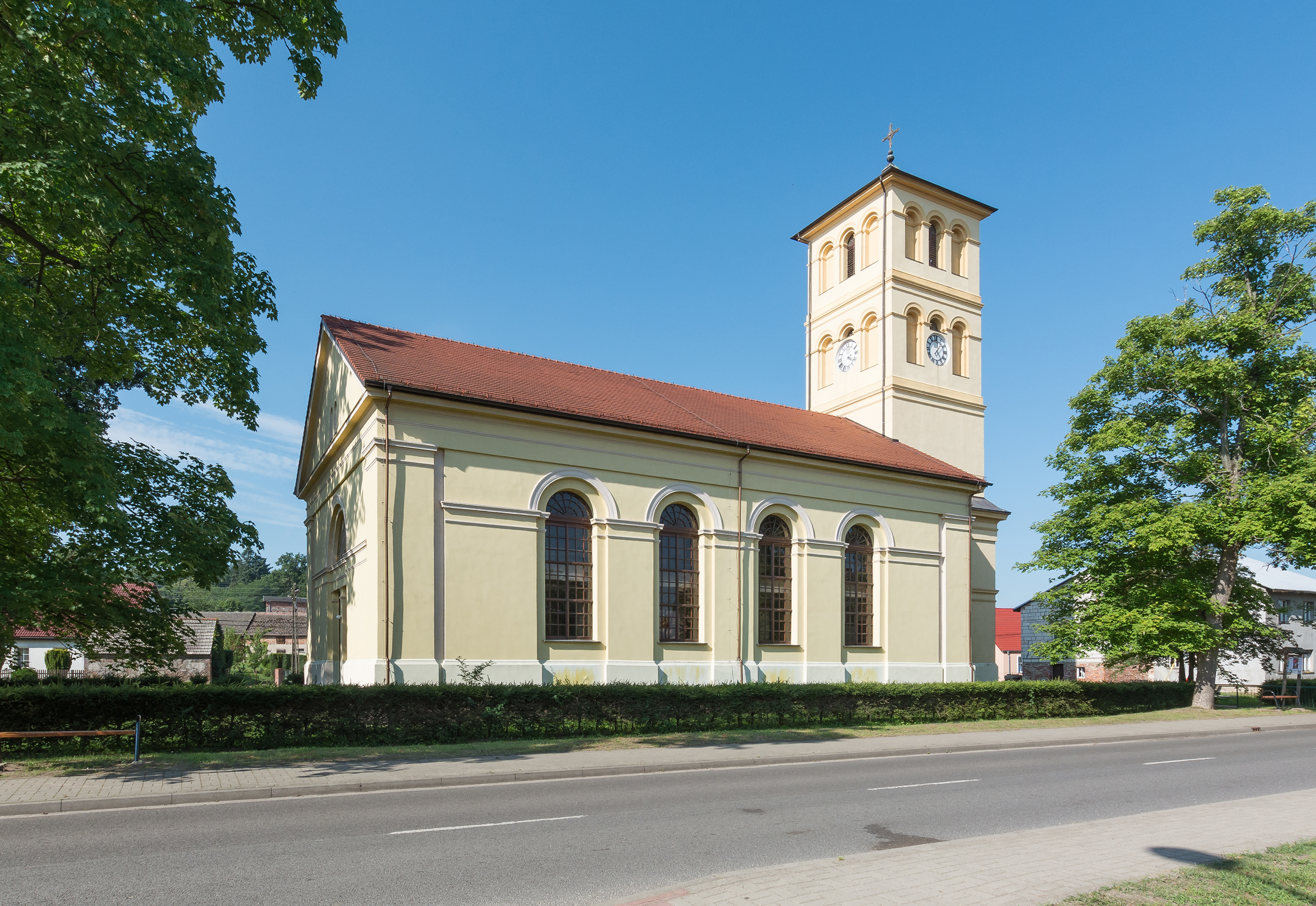
Dorfkirche (gestiftet von Israel Moses Henoch, entworfen von Karl Friedrich Schinkel), bis 1945 Gotteshaus der evangelischen Gemeinde Gleißen

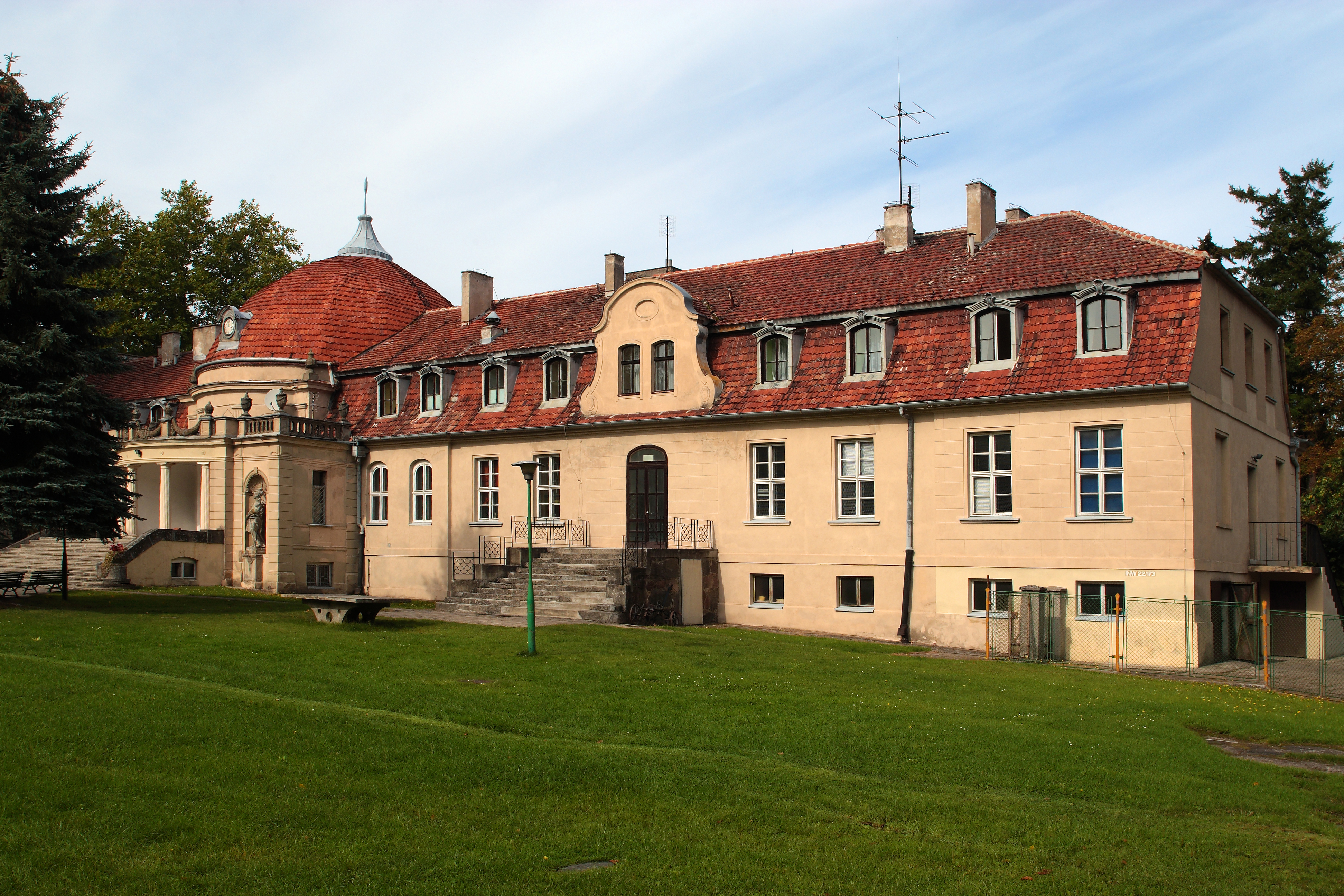
Schloss (Aufnahme 2011)

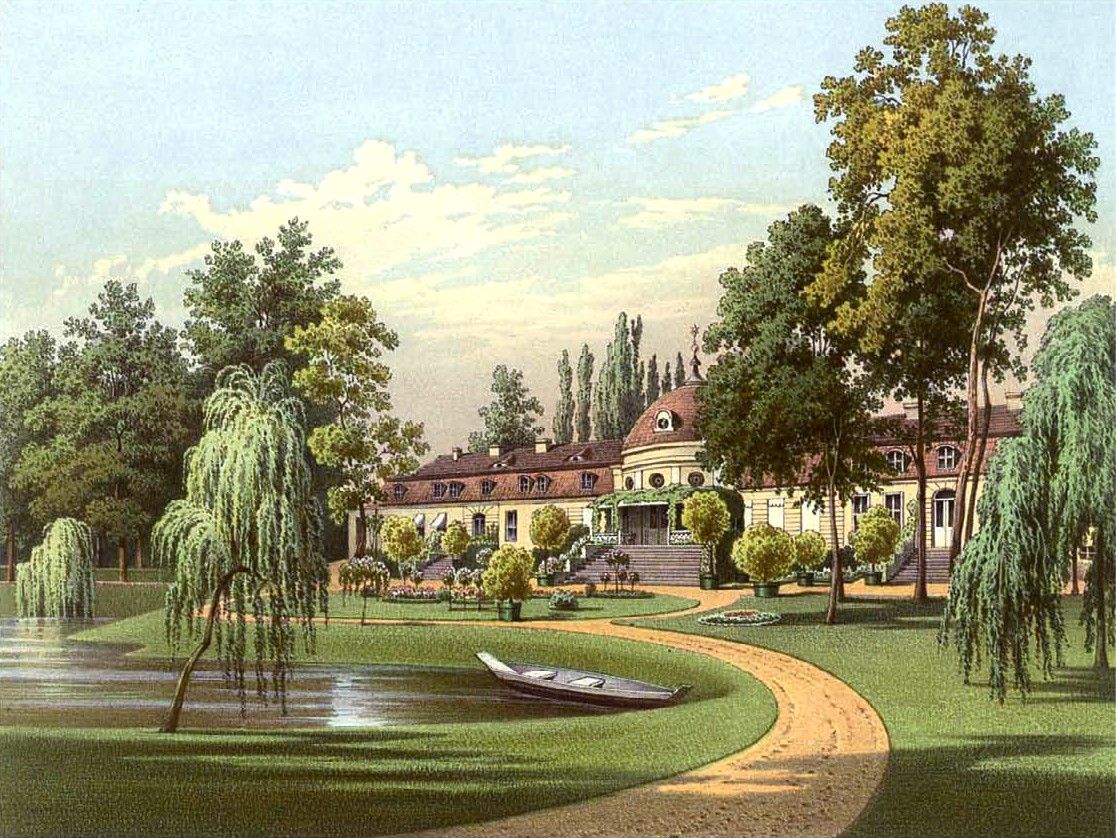
Schloss Gleißen um 1860, Sammlung Alexander Duncker

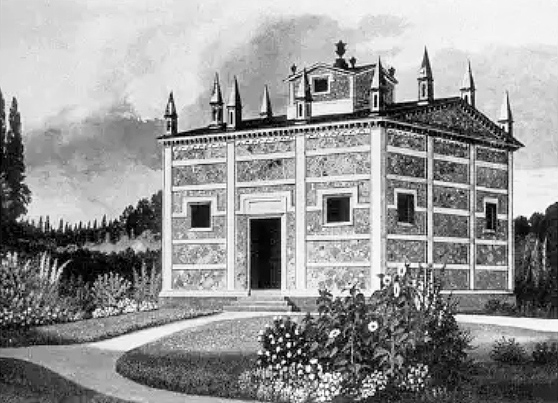
Mausoleum der Familie von der Marwitz 1837, Aquarell von Johann Friedrich Stock (1800–1866) (Original verschollen). Erbauer unbekannt, Stifter Israel Moses Henoch in Gleißen (Glisno).

Die Ersterwähnung datiert aus dem Jahre 1421. Zentrum des lange Zeit landwirtschaftlich geprägten Dorfes war ein Rittergut. Um 1790–93 ließen sich die Gutsherren ein Schloss bauen, das starke Anklänge an Schloss Sanssouci in Potsdam zeigt. Im Jahre 1806 gründete der damalige Gutsherr Regierungspräsident von Poser ein Alaunwerk, das bis 1854 bestand.
1818/19 wurde das Rittergut Gleißen von Israel Moses Henochsohn gekauft, einem jüdischen Bürger Berlins, der viel in den Ort investierte.
1823 gründete er eine Seidenfabrik, woraufhin 1829 die letzten Mitglieder der Seidenwirkergilde aus Frankfurt (Oder) nach Gleißen übersiedelten. Bereits 1835 bis 1838 wurde die Fabrik erweitert. Darüber hinaus entwickelt sich in der Umgebung Heimindustrie. In den umliegenden Orten erblühte die Seidenraupenzucht, Maulbeerplantagen entstanden.
Gegen Ende des 18. Jahrhunderts wurde in Gließen eine Mineralquelle entdeckt, deren Wasser eine Heilwirkung nachgesagt wurde. Später stieß man auch auf natürliche Vorkommen von mineralischem Kohlenschlamm.
Seit 1824 ließ Henoch um eine eisenhaltige Quelle einen Kurbetrieb einrichten. Das Schloss diente nun als Kurhaus und Luxushotel.
Henoch stiftete der evangelischen Kirchengemeinde des Dorfes einen Kirchenneubau nach Plänen Karl Friedrich Schinkels, der 1837 eingeweiht wurde. Im gleichen Jahr folgte die große zweite Stiftung von Israel, mit der Erbauung eines Mausoleums für die Familie von der Marwitz (David von der Marwitz ein ehemaliger Gutsbesitzer des Ortes). Das Mausoleum existiert heute nicht mehr, es wurde 1977 abgetragen.
1841 wurden Textilfabrik und Gutswirtschaft voneinander getrennt.
1849 bis 1856 gehörte die Herrschaft Gleißen dem preußischen Hauptmann Carl Friedrich Wilhelm von Müller.
1854 wurde die Alaunproduktion eingestellt, die Seidenproduktion dagegen ausgebaut und modernisiert. Zur Energieversorgung diente ein örtliches Kohlevorkommen, eine Seilbahn transportierte die Kohle von der Lagerstätte zur Fabrik.
1857 kaufte Hans Karl Otto von Wartenberg das Gut, stellte den Kurbetrieb ein und modernisierte die Landwirtschaft.
1910 ließ die Familie Wartenberg das Schloss um 13 Meter lange Flügelbauten verlängern.
1922 wurde die Textilfabrik nach einem Besitzwechsel von Seiden- auf Leinenproduktion umgestellt.
1945 gehörte Gleißen zum Landkreis Oststernberg im brandenburgischen Regierungsbezirk Frankfurt des Deutschen Reichs.
Gegen Ende des Zweiten Weltkriegs wurde Gleißen im Frühjahr 1945 von der Roten Armee besetzt. Bald darauf wurde die Ortschaft unter polnische Verwaltung gestellt. In der Folgezeit wurden die Einwohner vertrieben. Gleißen wurde in Glisno umbenannt.
1946 wurde offiziell ein polnisches Staatsgut eingerichtet.
Das Schloss war zunächst Sitz des Staatsgutes, dann beherbergte es von 1968 bis 1978 ein Zweigwerk der Kalischer Plüsch- und Samtfabrik (Kaliska Fabryka Pluszu i Aksamitu).
Seit 1978 unterstand es dem woiwodschaftlichen Landwirtschaftsberatungszentrum in Lubniewice (Königswalde), seit 2005 wird es vom Landwirtschaftsberatungszentrum der Woiwodschaft Lebus genutzt.

### Demographie
| Jahr | Einwohner | Anmerkungen                                                                 |
| ---- | --------- | --------------------------------------------------------------------------- |
| 1801 | 0497      | [ 6 ]                                                                       |
| 1816 | 0381      | [ 7 ]                                                                       |
| 1840 | 0864      | in 101 Häusern                                                              |
| 1850 | 1000      | in 110 Häusern                                                              |
| 1855 | 0898      | in 96 Häusern, meist Evangelische, darunter elf Katholiken und fünf Juden.  |
| 1864 | 0955      | in 103 Häusern                                                              |
| 1867 | 0994      | am 3. Dezember                                                              |
| 1871 | 0760      | am 1. Dezember, in 149 Häusern, davon 748 Evangelische und zwölf Katholiken |
| 1910 | 1336      | am 1. Dezember, davon 920 Einwohner im Dorf und 416 auf dem Rittergut       |
| 1933 | 1112      | [ 15 ]                                                                      |
| 1939 | 1054      | [ 15 ]                                                                      |

## Sehenswürdigkeiten
- Klassizistische Kirche von 1837.[16]
- Rokokoschlösschen von 1780, heute gastronomisch und als Tagungsstätte genutzt.

## Söhne und Töchter des Ortes
- Gustav Henoch (1834–1898), deutscher Oberbergingenieur und herzoglicher Geheimer Bergrat
- Horst Müller (1923–2005), deutscher Autor